# Coabitazione
Nel linguaggio politico, si definisce coabitazione (in francese cohabitation) quella situazione di governo diviso in cui la maggioranza parlamentare e il capo dello Stato in carica appartengono a schieramenti opposti. Il concetto è caratteristico dei sistemi semipresidenziali, e in particolare di quello francese, nel cui ambito il termine ha avuto origine nel 1983, coniato da Édouard Balladur.

## Descrizione
A causa della loro struttura, le repubbliche semipresidenziali oscillano infatti tra il presidenzialismo puro e il parlamentarismo. Quando al capo dello Stato corrispondono una maggioranza e un primo ministro dello stesso colore politico, il potere del presidente si espande. In situazioni di coabitazione tale potere invece si contrae, e la figura del capo dello Stato finisce per avvicinarsi maggiormente a quella dei presidenti di garanzia tipici delle repubbliche parlamentari, anche se mantiene e decide gli orientamenti nella politica estera.

## Esempi di coabitazione

### Francia
La Quinta Repubblica francese ha conosciuto finora tre periodi di coabitazione:
- La prima coabitazione (1986-1988) fra il presidente socialista François Mitterrand e il primo ministro neogollista Jacques Chirac;
- La seconda coabitazione (1993-1995) fra il presidente socialista François Mitterrand e il primo ministro neogollista Édouard Balladur;
- La terza coabitazione (1997-2002) fra il presidente neogollista Jacques Chirac e il primo ministro socialista Lionel Jospin.

Il periodo tra il 1974 e il 1976, sotto la presidenza di Valéry Giscard d'Estaing (centrista) e con primo ministro Jacques Chirac (UDR gollista), non è considerata coabitazione in quanto entrambi erano dell'area del centro-destra e perché il secondo era stato comunque un sostenitore del primo nel corso delle elezioni presidenziali.
Nel sistema francese, la coabitazione si poteva verificare perché l'elezione del presidente della Repubblica e del Parlamento sono svolte a suffragio universale ma avevano cadenze differenti, rispettivamente di 7 e 5 anni, e svolgendosi le elezioni in anni diversi, il contesto politico del momento poteva portare all'elezione di schieramenti opposti.
Allo scopo di rendere più difficile il verificarsi della coabitazione, in Francia a partire dalle elezioni del 2002 è stato introdotto il "quinquennato" (quinquennat), per cui il mandato presidenziale dura cinque anni come la legislatura, e le elezioni presidenziali si tengono poche settimane prima delle elezioni legislative; in questo modo è altamente improbabile che, con un così breve periodo tra le due elezioni, gli elettori votino eleggendo due schieramenti opposti.

### Portogallo
In Portogallo, per via del sistema semi-presidenziale istituito dalla Costituzione democratica del Portogallo del 25 aprile 1976, questo tipo di fenomeno è, ed è stato, alquanto frequente. Dal 2016 è in corso una situazione di coabitazione, in quanto il presidente della Repubblica, Marcelo Rebelo de Sousa (indipendente ex-PPD), eletto nel 2016 e riconfermato nel 2021, è di un partito differente rispetto al primo ministro, António Costa (PS), che guida la maggioranza parlamentare uscita dalle elezioni del 2015, del 2019 e del 2022.